# مگان دیرکمات
مگان دیرکمات (انگلیسی: Megan Dirkmaat؛ زادهٔ may ۳, ۱۹۷۶ (۴۸ سال)) ورزشکار روئینگ اهل ایالات متحده آمریکا است.
وی در مسابقات کشوری و بین‌المللی در مجموع برندهٔ ۱ مدال طلا، ۱ مدال نقره شده‌است.